# Templo de la Sagrada Familia (Chihuahua)
El Templo de la Sagrada Familia es un edificio religioso de culto católico ubicado en la Ciudad de Chihuahua, Chihuahua, México, que data de principios del siglo XX; localizado en el Centro histórico de la ciudad.

## Historia

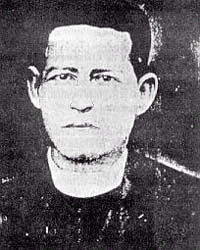
San Pedro de Jesús Maldonado

El Templo de la Sagrada Familia inició su construcción en el año de 1901 por iniciativa del padre Guillermo Álvarez, C. M., sacerdote originario de Meoqui, y su primera etapa fue terminada en 1906, siendo inicialmente conocido como el Templo de la Medalla Milagrosa; desde su construcción fue regido por los sacerdotes de la Congregación de la Misión también conocidos como padres paúles o vicentinos, que a partir del 1903 y a solicitud del segundo Obispo de Chihuahua, Nicolás Pérez Gavilán y Echeverría, se hicieron cargo del Seminario de la Diócesis, mismo que en julio de 1905 instalaron en dependencias anexas al Templo.
El templo fue remodelado y amplia de 1906 a 1909 a iniciativa de grupos como las Hijas de María y las Señoras de la Caridad y confirmada su advocación a la Sagrada Familia, fue dedicado solemnemente por el obispo Pérez Gavilán y el Arzobispo de Guadalajara —y anterior Obispo de Chihuahua— José de Jesús Ortiz y Rodríguez el 14 de marzo de 1909.
En el templo, el 11 de febrero de 1918, celebró su cantamisa el sacerdote San Pedro de Jesús Maldonado, quién exactamente 19 años después, 11 de marzo pero de 1937 moriría en Chihuahua después de haber recibido una golpiza por parte de las autoridades municipales del pueblo de Santa Isabel, donde se desempeñaba como párroco. Fue beatificado en 1992 y canonizado en 2000. Cabe destacar que la  cantamisa no es la primera celebrada, sino la más solemne, ya que al ser ordenado sacerdote en El Paso, Texas, el 25 de enero de 1918 celebró varias misas en aquella ciudad antes de regresar a Chihuahua.